# Vankajärvi
Vankajärvi är en sjö i Pajala kommun i Norrbotten och ingår i Kalixälvens huvudavrinningsområde. Sjön har en area på 0,946 kvadratkilometer och ligger 156 meter över havet.

## Delavrinningsområde
Vankajärvi ingår i det delavrinningsområde (742769-182110) som SMHI kallar för Utloppet av Vankajärvi. Medelhöjden är 159 meter över havet och ytan är 3,75 kvadratkilometer. Det finns inga avrinningsområden uppströms utan avrinningsområdet är högsta punkten. Vattendraget som avvattnar avrinningsområdet har biflödesordning 4, vilket innebär att vattnet flödar genom totalt 4 vattendrag innan det når havet efter 157 kilometer. Avrinningsområdet består mestadels av skog (29 procent) och sankmarker (46 procent). Avrinningsområdet har 0,95 kvadratkilometer vattenytor vilket ger det en sjöprocent på 25,2 procent.